# Rik Evens
Rik Evens, né le 21 février 1927 à Opitter et mort le 29 juin 2022 à Genk, est un coureur cycliste belge, professionnel de 1949 à 1952.
En 1950, il gagne deux étapes du Tour d'Espagne.

## Biographie
Rik Evens naît à Opitter en Belgique le 21 février 1927.

## Palmarès
- 1946[2]
  - Liège-Marche-Liège
- 1948
  - 3e et 4e étapes du Tour du Limbourg amateurs
  - 8e étape du Tour de Belgique indépendants
  - Circuit du Limbourg
- 1949
  - 5e étape du Tour de l'Ouest
- 1950
  - 2e et 11e étapes du Tour d'Espagne

## Résultats sur les grands tours

### Tour d'Espagne
1 participation 
- 1950 : 14e, vainqueur des 2e et 11e étapes